# 暴火危牆
《暴火危牆》（英語：Against the Wall）是一部1994年美國動作時代劇電視電影，由約翰·法蘭克海默執導，羅恩·哈欽森編寫劇本，凯尔·麦克拉克伦和山繆·傑克森主演，1994年3月26日在HBO播出。劇情根據1971年阿蒂卡监狱暴乱的真實故事改編。
電影獲得普遍好評，更令傑克森提名金球獎、法蘭克海默贏得黃金時段艾美獎。

## 演員
- 凯尔·麦克拉克伦飾演懲教官麥可·史密斯
- 山繆·傑克森飾演囚犯賈馬爾·X
- 克拉倫斯·威廉斯三世飾演囚犯查卡
- 佛德瑞克·佛斯特飾演越戰老兵懲教官韋斯巴德中尉
- 哈利·狄恩·史坦頓飾演哈爾·史密斯
- 菲利普·波斯科飾演懲教專員羅素奧斯瓦爾德
- 湯姆·鮑爾飾演艾德
- 安·海契飾演莎朗·史密斯
- 卡蒙·亞金札諾飾演曼庫西
- 彼得·繆尼克飾演傑西
- 史提夫·哈里斯飾演塞西爾
- 大衛·阿克羅伊德飾演威廉·庫斯特勒
- 丹尼·崔喬飾演拉米雷斯
- 丹尼斯·福里斯特飾演丹尼

## 製作
《暴火危牆》製作預算達580萬美元，並花了31天拍攝。

## 外部連結
- 互联网电影数据库（IMDb）上《暴火危牆》的资料（英文）